# 2014 SR403
2014 SR403 est un objet transneptunien en résonance 2:5 avec Neptune, avec un diamètre estimé à environ 210 km.